# نهر كامبار
يقع نهر كامبار في جزيرة سومطرة في إندونيسيا، حوالي 800 كم شمال غرب العاصمة جاكرتا. إنها وجهة معروفة لركوب الأمواج في النهر بسبب تجويف المد والجزر المعروف باسم بونو.

## مسار
ينبع النهر من جبال باريسان في غرب سومطرة ويتدفق إلى الساحل الشرقي للجزيرة، ويصب في مضيق ملقا، مقابل سنغافورة مباشرة. إنه التقاء رافدين متساويين في الحجم تقريبًا: نهر كامبار كنان (أو كامبار الأيمن) ونهر كامبار كيري (أو كامبار الأيسر). يمر نهر كامبار كنان عبر منطقة ليما بولوه كوتا ومنطقة كامبار، بينما يمر نهر كامبار كيري عبر Sijunjung Regency و Kuantan Singingi Regency ومنطقة كامبار. تلتقي الروافد في منطقة لانجام الفرعية في Pelalawan Regency قبل أن تتدفق إلى مضيق ملقا مثل نهر كامبار.
كوتو بانجانغ، بحيرة اصطناعية عند منبع النهر، هي خزان لمحطة توليد الطاقة الكهرومائية بسعة 114 ميغاواط.

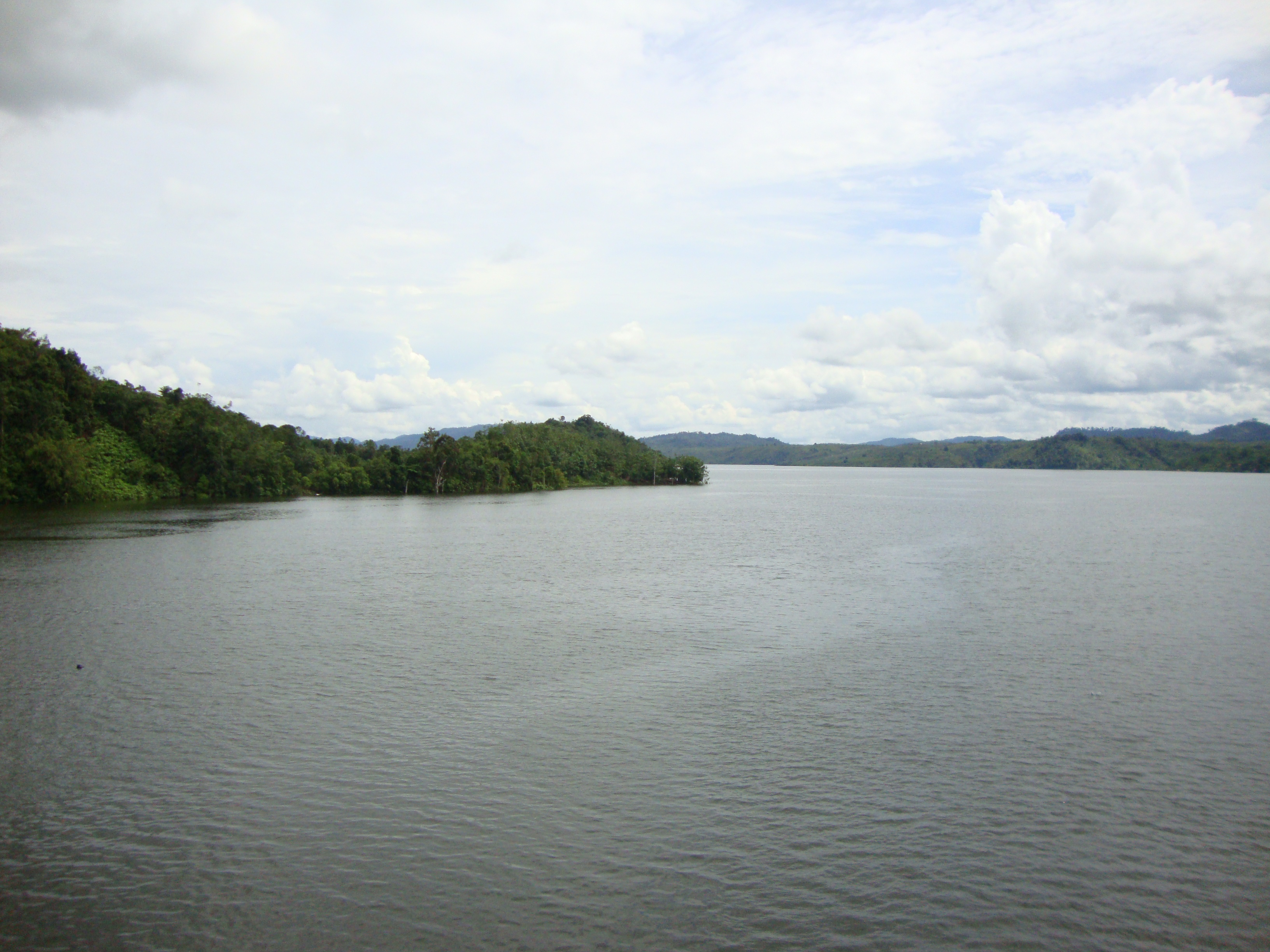
بحيرة كوتو بانجانج للطاقة الكهرومائية

## المد والجزر
يحدث تجويف مد كبير يمكن أن يشمل موجات متكسرة على النهر. يُعرف باسم Bono ، ما يعني حقيقي .
يتسع النهر كلما اقترب من البحر، ويزداد حجم مياهه كلما انضمت إليه روافد. خلال موسم الأمطار، عادةً من نوفمبر إلى ديسمبر،  يزداد الحجم بشكل كبير ويتسع المصب الضحل. يتغير المقطع العرضي للنهر عند المنبع فجأة، ليصبح أضيق كثيرًا. سبب التجويف هو مياه البحر من ارتفاع المد الذي يتدفق في اتجاه المنبع من المصب الضحل الواسع إلى القناة الضيقة بسرعة، حيث تلتقي بمياه النهر المتدفقة في اتجاه مجرى النهر.
يمكن أن تنتقل الأمواج من البحر بسرعة تصل إلى 40 كيلومتر في الساعة (25 ميل/س) ، وعندما تتحد مياه البحر عند المد الكامل مع هطول أمطار غزيرة في أعلى المنبع، يمكن أن تصل إلى ارتفاع 4–6 متر (13–20 قدم) مصحوبًا بصوت عالٍ وهدير ورياح قوية. يمكن أن تستمر موجات بونو لمدة أربع ساعات أو أكثر، وتنتقل إلى أعلى المنبع مثل تانجونج بنجاي، ميرانتي، بيلالاوان ريجنسي، 60 كيلومتر (37 ميل) الداخلية. بونو ليس مجرد موجة واحدة بل سلسلة من عدة موجات، أحيانًا على ضفتي النهر اليسرى واليمنى وفي أوقات أخرى في منتصف النهر.
يُعزى العدد الكبير من السفن الغارقة في مصب نهر كامبار إلى أمواج بونو، التي أطلق عليها السكان المحليون اسم «الأشباح السبعة»،  التي تعتبر تجسيدًا للأرواح الشريرة السبعة. على الرغم من أنهم ما زالوا يستخدمون النهر كأرضية لاختبارات رشاقة القوارب.
يستخدم التجويف لركوب الأمواج في النهر. تصفح أمواج بونو أمر صعب بسبب كمية الطين في النهر. يسكن النهر التماسيح،  لذلك عادة ما يتم اصطحاب راكبي الأمواج بواسطة قوارب الإنقاذ من أجل سلامتهم.
يمكن رؤية موجة Bono في عدد من الأماكن على النهر، مثل Tanjung Sebayang و Pulau Muda و Teluk Meranti و Tanjung Pungai ، وكلها في Pelalawan Regency. يمكن الوصول إلى المنطقة من Pangkalan Kerinci في غضون 4 ساعات بالسيارة أو 3 ساعات بالقارب السريع. يمكن الوصول إلى Pangkalan Kerinci في غضون 90 دقيقة بالسيارة من بيكانبارو أو مطار بيكانبارو الدولي. يمكن أيضًا الوصول إلى النهر من سنغافورة القريبة.
منطقة بونو ليست بعيدة عن منتزه تيسو نيلو الوطني ومحمية كيروموتان الطبيعية وقد خططت الحكومة المحلية لتوسيع منطقة الجذب السياحي في بونو بالسياحة البيئية.

## جغرافية
يتدفق النهر في المنطقة الوسطى من سومطرة مع مناخ الغابات المطيرة الاستوائية في الغالب (المعينة باسم Af في تصنيف مناخ كوبن جيجر). يبلغ المعدل السنوي لدرجات الحرارة في المنطقة 24 درجة مئوية. الشهر الأدفأ هو تشرين الأول / أكتوبر، عندما يكون متوسط درجة الحرارة حوالي 26 درجة مئوية، والبرد هو نوفمبر عند 22 درجة مئوية. متوسط هطول الأمطار السنوي هو 2667 مم. أكثر الشهور الممطرة هو نوفمبر بمتوسط 402 ملم هطول الأمطار، والأكثر جفافا هو يونيو مع 104 مم هطول الأمطار.
| مخطط المناخ Kampar River | مخطط المناخ Kampar River | مخطط المناخ Kampar River | مخطط المناخ Kampar River | مخطط المناخ Kampar River | مخطط المناخ Kampar River | مخطط المناخ Kampar River | مخطط المناخ Kampar River | مخطط المناخ Kampar River | مخطط المناخ Kampar River | مخطط المناخ Kampar River | مخطط المناخ Kampar River |
| --- | ------------------------ | ------------------------ | ------------------------ | ------------------------ | ------------------------ | ------------------------ | ------------------------ | ------------------------ | ------------------------ | ------------------------ | ------------------------ |
| 01 | 02                       | 03                       | 04                       | 05                       | 06                       | 07                       | 08                       | 09                       | 10                       | 11                       | 12                       |
| 112 25 22 | 261 26 22                | 225 27 22                | 276 25 21                | 244 25 22                | 104 26 22                | 217 26 22                | 149 26 21                | 173 28 21                | 208 29 22                | 402 24 21                | 297 26 22                |
| متوسط درجة-الحرارة °س مجاميع الهطل مم |                          |                          |                          |                          |                          |                          |                          |                          |                          |                          |                          |
| بالوحدات الإنكليزية \| 01 \| 02 \| 03 \| 04 \| 05 \| 06 \| 07 \| 08 \| 09 \| 10 \| 11 \| 12 \| \| 4.4 77 72 \| 10 79 72 \| 8.9 81 72 \| 11 77 70 \| 9.6 77 72 \| 4.1 79 72 \| 8.5 79 72 \| 5.9 79 70 \| 6.8 82 70 \| 8.2 84 72 \| 16 75 70 \| 12 79 72 \| \| متوسط درجة-الحرارة °ف مجاميع الهطول ″ \| \| \| \| \| \| \| \| \| \| \| \| |                          |                          |                          |                          |                          |                          |                          |                          |                          |                          |                          |
| 01 | 02                       | 03                       | 04                       | 05                       | 06                       | 07                       | 08                       | 09                       | 10                       | 11                       | 12                       |
| 4.4 77 72 | 10 79 72                 | 8.9 81 72                | 11 77 70                 | 9.6 77 72                | 4.1 79 72                | 8.5 79 72                | 5.9 79 70                | 6.8 82 70                | 8.2 84 72                | 16 75 70                 | 12 79 72                 |
| متوسط درجة-الحرارة °ف مجاميع الهطول ″ |                          |                          |                          |                          |                          |                          |                          |                          |                          |                          |                          |

## أنظر أيضا
- قائمة أنهار إندونيسيا
- قائمة أنهار سومطرة

## روابط خارجية
- فيديو لركوب الأمواج في النهر في نهر كامبار
- المزيد من مقاطع الفيديو لركوب الأمواج في النهر في نهر كامبار
- بونو سونغاي كامبار